# Profundulus
Els escamuts (Profundulus) és un gènere, l'únic inclòs en la família Profundulidae, de peixos d'aigua dolça incluída en l'ordre Cyprinodontiformes. El seu nom deriva del llatí profundus, que significa 'profund'. Es distribueixen per rius dels vessants atlàntica i pacífica de Centreamèrica a Mèxic, Guatemala i Hondures.

## Aquariologia
Encara que són peixos bastant rars i difícils de mantenir en hàbitat d'aquari, tots els escamuts són objecte d'interès, hagut de principalment al seu bell color verdós amb reflexos metàl·lics.

## Taxonomia
- Família Profundulidae:
  - Gènere Profundulus:
    - Profundulus candalarius (Hubbs, 1924)
    - Profundulus guatemalensis (Günther, 1866)
    - Profundulus hildebrandi (Miller, 1950)
    - Profundulus labialis (Günther, 1866)
    - Profundulus punctatus (Günther, 1866)